# Naveed
Naveed  es el primer álbum de la banda Our Lady Peace. Fue producido por Arnold Lanni , y fue lanzado el 22 de marzo de 1994 por Sony Music Canada . Naveed convirtió en un éxito en Canadá, vendiendo más de 100.000 copias (Platinum Certification) para el final del año. Había cinco sencillos publicado el para el álbum, incluyendo "The Birdman", "Starseed" y "Naveed". El título Naveed está tomado del persa nombre para el portador de buenas noticias. Este es el único álbum con el bajista Chris Eacrett , que fue reemplazado por Duncan Coutts .

## Grabación y producción
Casi inmediatamente después de firmar con Sony en 1993, la banda entró en preproducción para grabar su álbum debut. Alquilaron un local de ensayo en Mississauga, Ontario y desde que la primavera a través de verano celebraría sesiones de improvisación de un día con una grabadora de casete. Lanni los visitaría cada día para ayudar con los arreglos de las canciones. Raine dejó claro a Lanni que quería hacer un disco de rock sencillo. "Yo estaba muy testarudo en nuestro primer disco ... Recuerdo haber dicho, somos una banda de rock, no quiero escuchar un piano de o un sintetizador o incluso una pandereta." 
Con sus demos finalizados, la banda entró Arnyard Estudios en septiembre de 1993 para grabar los últimos 11 pistas. Antes de esto, sólo habían jugado siete o menos vivo juntos y sólo recientemente contratado 18 años de edad, el baterista Jeremy Taggart , cuya graduación de secundaria pospuso brevemente la grabación del álbum. Originalmente, habían planeado lanzar sus canciones de demostración en un sello independiente y venderlos en vivo, pero en cambio se precipitó al estudio para grabar Naveed debido a la vibra positiva se sentían jugando juntos. "Apenas nos conocíamos a nivel personal", dijo Mike Turner, "pero cuando empezamos a trabajar en un nivel musical el ambiente era tan grande que no podíamos ignorarlo ... las canciones se convirtieron en la primera iniciativa. Entrar en el estudio fue el siguiente paso." Muchas de sus canciones de demostración sería una regrabada para el álbum.
La banda describe las sesiones de grabación de Naveed "una gran experiencia de aprendizaje". Antes de la grabación, la banda adoptó un estilo primitivo Punk con acordes muy sencillos y había poca experiencia técnica en el estudio. Mike Turner descubrió que carecía de la capacidad técnica para reproducir las melodías y cambios de acordes que oía en su cabeza. "Eso fue un problema", reconoció Maida, "Realmente tuvimos que tirar de nuestros calcetines durante las sesiones -. Todos nos dieron una mejor prisa" búsqueda de la banda para la sabiduría musical los guio a través del proceso, así como la ayuda del veterano productor Lanni. Durante tres meses, la banda vivieron juntos la grabación en Arnyard Estudios y trabajando sobre los arreglos de canciones con una mínima interferencia por Lanni, que aparecería brevemente para hacer sugerencias. "Cuando llegamos en el estudio fue capaz de guiarnos en el equipo y usar la habitación, pero él nunca impuso nada." el bajista Chris Eacrett dijo al Ottawa Citizen en 1995, "Siempre tenía sugerencias, pero que tomó las decisiones finales." Cada canción escrita se tomarían a través de cada posible arreglo musical antes de ser comprometido con la cinta. "No hay nada en el álbum que no queríamos allí", dice Mike. "Si no nos sentimos una canción adaptada al entorno que habíamos creado, se dejó caer. Grabamos esto como un álbum. No hay relleno." Por razones desconocidas, la última canción "Neon Crossing" casi didn 't hacer el corte final para el álbum.
Hacia el final de la grabación en enero de 1994, la banda se le dio la oportunidad de grabar un Neil Young canción para un próximo álbum tributo y eligieron " La aguja y el daño causado "antes que nadie podía. "Toda esa canción encaja el ambiente de nuestro registro, y lo grabó en el extremo final de nuestras sesiones. Simplemente parecía ser la canción 12," Raine Maida.

## Lista de canciones
| N.º | Título           | Duración |  |
| 1.  | «The Birdman»    | 5:15     |  |
| 2.  | «Supersatellite» | 3:44     |  |
| 3.  | «Starseed»       | 4:07     |  |
| 4.  | «Hope»           | 5:15     |  |
| 5.  | «Naveed»         | 5:51     |  |
| 6.  | «Dirty Walls»    | 3:46     |  |
| 7.  | «Denied»         | 5:00     |  |
| 8.  | «Is It Safe?»    | 3:48     |  |
| 9.  | «Julia»          | 3:59     |  |
| 10. | «Under Zenith»   | 3:45     |  |
| 11. | «Neon Crossing»  | 3:11     |  |

## Personal
- Chris Eacrett - guitarra
- Raine Maida - voces
- Jeremy Taggart -  tambores, percusión
- Mike Turner - Guitarra eléctrica
- Phil X - solo de guitarra en "Denied"